# Basketball-Bundesliga 2009-2010
La Basketball-Bundesliga 2009-2010 è stata la 44ª edizione del massimo campionato tedesco di pallacanestro maschile. La vittoria finale è stata ad appannaggio del Brose Baskets Bamberg.

## Stagione regolare
|     | Squadra                          | G  | V  | P  | PF    | PS    | Pt. | Qualificazione     |
| --- | -------------------------------- | -- | -- | -- | ----- | ----- | --- | ------------------ |
| 1.  | EWE Baskets Oldenburg            | 34 | 25 | 9  | 2.564 | 2.292 | 59  | playoffs           |
| 2.  | Alba Berlin                      | 34 | 25 | 9  | 2.594 | 2.280 | 59  | playoffs           |
| 3.  | BG Göttingen                     | 34 | 24 | 10 | 2.786 | 2.511 | 58  | playoffs           |
| 4.  | Telekom Baskets Bonn             | 34 | 24 | 10 | 2.561 | 2.475 | 58  | playoffs           |
| 5.  | Brose Baskets Bamberg            | 34 | 22 | 12 | 2.660 | 2.443 | 56  | playoffs           |
| 6.  | Eisbären Bremerhaven             | 34 | 21 | 13 | 2.755 | 2.631 | 55  | playoffs           |
| 7.  | Deutsche Bank SKYLINERS          | 34 | 21 | 13 | 2.561 | 2.467 | 55  | playoffs           |
| 8.  | New Yorker Phantoms Braunschweig | 34 | 19 | 15 | 2.688 | 2.629 | 53  | playoffs           |
| 9.  | Artland Dragons                  | 34 | 19 | 15 | 2.693 | 2.486 | 53  |                    |
| 10. | Mitteldeutscher BC               | 34 | 18 | 16 | 2.601 | 2.599 | 52  |                    |
| 11. | EnBW Ludwigsburg                 | 34 | 17 | 17 | 2.522 | 2.554 | 51  |                    |
| 12. | WALTER Tigers Tübingen           | 34 | 16 | 18 | 2.645 | 2.705 | 50  |                    |
| 13. | ratiopharm Ulm                   | 34 | 13 | 21 | 2.662 | 2.826 | 47  |                    |
| 14. | LTi Gießen 46ers                 | 34 | 10 | 24 | 2.482 | 2.675 | 44  |                    |
| 15. | TBB Trier                        | 34 | 10 | 24 | 2.492 | 2.730 | 44  |                    |
| 16. | Phoenix Hagen                    | 34 | 9  | 25 | 2.470 | 2.798 | 43  |                    |
| 17. | Giants Düsseldorf                | 34 | 8  | 26 | 2.399 | 2.562 | 42  | retrocesse in ProA |
| 18. | webmoebel Baskets                | 34 | 5  | 29 | 2.384 | 2.856 | 39  | retrocesse in ProA |

## Playoff
|  | Quarti di finale | Quarti di finale  | Quarti di finale  |                   |                | Semifinali        | Semifinali | Semifinali |  |  | Finali | Finali    | Finali |
|  |                  |                   |                   |                   |                |                   |            |            |  |  |        |           |        |
|  | 1.               | EWE Oldenburg     | 1                 |                   |                |                   |            |            |  |  |        |           |        |
|  | 8.               | Braunschweig      | 3                 |                   |                |                   |            |            |  |  |        |           |        |
|  | 8.               | Braunschweig      | 3                 |                   | 8.             | Braunschweig      | 0          |            |  |  |        |           |        |
|  |                  |                   |                   |                   | 8.             | Braunschweig      | 0          |            |  |  |        |           |        |
|  |                  | 5.                | Bamberger         | 3                 |                |                   |            |            |  |  |        |           |        |
|  | 4.               | 5.                | Bamberger         | 3                 | Telekom Bonn   | 0                 |            |            |  |  |        |           |        |
|  | 4.               |                   |                   |                   | Telekom Bonn   | 0                 |            |            |  |  |        |           |        |
|  | 5.               | Bamberger         | 3                 |                   |                |                   |            |            |  |  |        |           |        |
|  |                  |                   |                   |                   |                |                   |            |            |  |  | 5.     | Bamberger | 3      |
|  |                  |                   | 7.                | Skyl. Francoforte | 2              |                   |            |            |  |  |        |           |        |
|  | 2.               | Alba Berlino      | 1                 |                   |                |                   |            |            |  |  |        |           |        |
|  | 7.               | Skyl. Francoforte | 3                 |                   |                |                   |            |            |  |  |        |           |        |
|  | 7.               | Skyl. Francoforte | 3                 |                   | 7.             | Skyl. Francoforte | 3          |            |  |  |        |           |        |
|  |                  |                   |                   |                   | 7.             | Skyl. Francoforte | 3          |            |  |  |        |           |        |
|  |                  | 6.                | Eisb. Bremerhaven | 2                 |                |                   |            |            |  |  |        |           |        |
|  | 3.               | 6.                | Eisb. Bremerhaven | 2                 | BG 74 Gottinga | 2                 |            |            |  |  |        |           |        |
|  | 3.               |                   |                   |                   | BG 74 Gottinga | 2                 |            |            |  |  |        |           |        |
|  | 6.               | Eisb. Bremerhaven | 3                 |                   |                |                   |            |            |  |  |        |           |        |

| Basketball-Bundesliga 2009-2010 |
| ------------------------------- |
| Brose Bamberg 3º titolo         |

## Squadra vincitrice
| N°   | Naz.                   | Ruolo | Sportivo         |  | Alt. |  |
| ---- | ---------------------- | ----- | ---------------- |  | ---- |  |
| 5    | Stati Uniti (bandiera) | P     | John Goldsberry  |  | 191  |  |
| 6    | Germania (bandiera)    | P     | Bastian Doreth   |  | 182  |  |
| 8    | Serbia (bandiera)      | A     | Predrag Šuput    |  | 200  |  |
| 9    | Germania (bandiera)    | G     | Karsten Tadda    |  | 190  |  |
| 11   | Germania (bandiera)    | G     | Daniel Schmidt   |  | 185  |  |
| 12   | Germania (bandiera)    | G     | Robert Garrett   |  | 194  |  |
| 13   | Germania (bandiera)    | P     | Maurice Stuckey  |  | 187  |  |
| 19   | Germania (bandiera)    | C     | Erik Land        |  | 205  |  |
| 21   | Germania (bandiera)    | C     | Tibor Pleiß      |  | 216  |  |
| 22   | Stati Uniti (bandiera) | P     | Brian Roberts    |  | 188  |  |
| 23   | Stati Uniti (bandiera) | AP    | Casey Jacobsen   |  | 198  |  |
| 24   | Stati Uniti (bandiera) | AC    | Elton Brown      |  | 206  |  |
| 25   | Slovacchia (bandiera)  | P     | Anton Gavel      |  | 189  |  |
| 33   | Australia (bandiera)   | AG    | Mark Worthington |  | 202  |  |
| 42   | Stati Uniti (bandiera) | AP    | Beckham Wyrick   |  | 198  |  |
| All. | Stati Uniti (bandiera) |       | Chris Fleming    |  |      |  |

## Premi e riconoscimenti
- MVP regular season:  Julius Jenkins, ALBA Berlin
- MVP finals:  Casey Jacobsen, Brose Bamberg
- Allenatore dell'anno:  John Patrick, BG 74 Göttingen
- Attaccante dell'anno:  Julius Jenkins, ALBA Berlin
- Difensore dell'anno:  Immanuel McElroy, ALBA Berlin
- Giocatore più migliorato:  Taylor Rochestie, BG 74 Göttingen
- Giocatore più popolare:  Pascal Roller, Skyliners Frankfurt
- Rookie dell'anno:  Tibor Pleiß, Brose Bamberg
- All-BBL First Team:
  - G  Louis Campbell, Eisbären Bremerhaven
  - G  Julius Jenkins, ALBA Berlin
  - F  Robin Benzing, ratiopharm Ulm
  - F  Predrag Šuput, Brose Bamberg
  - C  Chris Ensminger, Telekom Baskets Bonn
- All-BBL Second Team:
  - G  Taylor Rochestie, BG 74 Göttingen
  - G  Je'Kel Foster, EWE Baskets Oldenburg
  - F  Immanuel McElroy, ALBA Berlin
  - F  Jeff Gibbs, Eisbären Bremerhaven
  - C  Blagota Sekulić, ALBA Berlin